# Diamantino
Diamantino es un municipio brasileño del estado de Mato Grosso. Se localiza a una latitud 14º24'31" sur y a una longitud 56º26'46" oeste, estando a una altitud de 269 metros. Su población estimada en 2004 era de 19.903 habitantes. Posee un área de 7764,43 km².

## Historia
El 18 de septiembre de 1728 el militar Gabriel Antunes Maciel anunció el descubrimiento de oro en Arraial do Ouro, primer nombre que tuvo la ciudad. En 1811 se creó la Parroquia de Nossa Senhora da Conceição do Alto Paraguai Diamantino, nombre derivado del error de suponer que el río Diamantino estaba en la cabecera del río Paraguay aunque era uno de sus afluentes. El 23 de noviembre de 1820 pasó a categoría de villa con el nombre Vila de Nossa Senhora da Conceição de Alto Paraguai Diamantino. El 16 de julio de 1918 pasó a categoría de ciudad con su nombre definitivo de Diamantino.

## Hijos ilustres
Destacan el ministro Gilmar Ferreira Mendes, presidente del STF, hermano del prefecto anterior y el inspector del Tribunal Regional Federal de la 1ª Región, I'talo Fioravanti Sabo Mendes. 